# Palmarès del Club Social y Deportivo Colo-Colo
Il Club Social y Deportivo Colo-Colo, abbreviato in Colo-Colo, è una società calcistica che milita in Primera División, la massima divisione del campionato cileno. È la squadra più titolata del Cile, avendo vinto 34 campionati nazionali di prima divisione ed essendo l'unica compagine cilena ad aver vinto la Coppa Libertadores, nel 1991.

## Competizioni nazionali

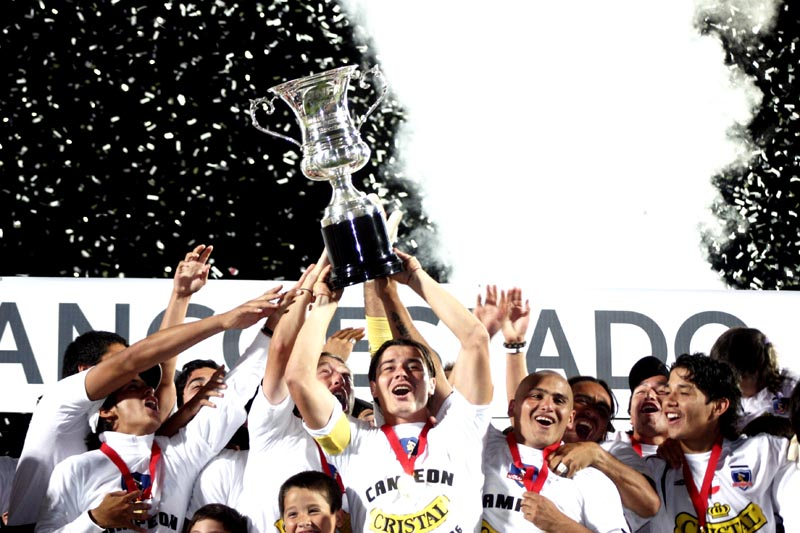
Calciatori del Colo-Colo festeggiano la vittoria del Torneo di Clausura cileno del 2006

- Campionato cileno: 34

1937, 1939, 1941 (imbattuto), 1944, 1947, 1953, 1956, 1960, 1963, 1970, 1972, 1979, 1981, 1983, 1986, 1989, 1990, 1991, 1993, 1996, 1997 (Clausura), 1998, 2002 (Clausura), 2006 (Apertura e Clausura), 2007 (Apertura e Clausura), 2008 (Clausura), 2009 (Clausura), 2013-2014 (Clausura), 2015-2016 (Apertura), 2017 (Transición), 2022, 2024
- Copa Chile: 14

1958, 1974, 1981, 1982, 1985, 1988, 1989, 1990, 1994, 1996, 2016, 2019, 2021, 2023
- Supercopa de Chile: 4

2017, 2018, 2022, 2024

## Competizioni regionali
- Campionato lega centrale di calcio di Santiago (dilettantistico): 3

1925, 1928, 1929
- Campionato Associazione di calcio di Santiago (dilettantistico): 1

1930

## Competizioni internazionali
- Coppa Libertadores: 1

1991
- Recopa Sudamericana: 1

1992
- Coppa Interamericana: 1

1991

## Competizioni giovanili
- Torneo Internazionale Città di Gradisca - Trofeo Nereo Rocco: 3

1994, 2010, 2012

## Altri piazzamenti
- Campionato cileno:

Secondo posto: 1933, 1943, 1952, 1954, 1955, 1958, 1959, 1966, 1973, 1982, 1987, 1992, Apertura 1997, Apertura 2003, Clausura 2003, Apertura 2008, 2010, Clausura 2015, Clausura 2016, Clausura 2017, 2019, 2021
Terzo posto: 1995, 2000, 2023
- Copa Chile:

Finalista: 1979, 1980, 1987, 1992, 2015
Semifinalista: 1959, 1977, 2000
- Supercopa de Chile:

Finalista: 2020, 2023
- Coppa Libertadores:

Finalista: 1973
Semifinalista: 1964, 1967, 1997
- Coppa Intercontinentale:

Finalista: 1991
- Coppa Sudamericana:

Finalista: 2006
- Supercoppa Sudamericana:

Semifinalista: 1996, 1997